# The Central Park Five
The Central Park Five là một vở nhạc kịch hai hồi của Mỹ được Anthony Davis sáng tác trên nền nhạc kịch của Richard Wesley. Nó được công chiếu vào ngày 15 tháng 6 năm 2019 tại Công ty Nhạc kịch Long Beach ở California. Buổi ra mắt được đạo diễn bởi Andreas Mitisek và thực hiện bởi Leslie Dunner. Davis vinh dự được trao giải Pulitzer cho âm nhạc cho vở nhạc kịch này vào ngày 4 tháng 5 năm 2020. Một phiên bản trước đó, ngắn hơn, có tên Five, đã được công chiếu tại Newark, New Jersey, vào năm 2016 bởi Công ty Trilogy.

## Tóm lược
Vở kịch dựa trên vụ việc có thật vào năm 1989, trong đó một phụ nữ bị hãm hiếp, đánh đập cùng tám người khác bị thương ở Công viên Trung tâm của New York. Năm thanh thiếu niên người Mỹ gốc Phi và gốc Tây Ban Nha bị kết tội tấn công cùng nhiều cáo buộc khác; họ đã ngồi tù nhiều năm nhưng cuối cùng đã được miễn tội. Các vai diễn của vở nhạc kịch bao gồm năm thiếu niên; năm cha mẹ của các thiếu niên này; Matias Reyes, kẻ hiếp dâm thực sự; công tố viên; một thám tử có biệt danh là "The Masque", Tổng thống Donald Trump lúc đó là một nhà phát triển bất động sản ở New York, người đã xuất bản nhiều tờ báo yêu cầu "Mang án tử hình trở lại!" 

## Diễn viên
| Vai                                | Giọng         | Diễn viên (chỉ huy dàn nhạc: Leslie Dunner) |
| ---------------------------------- | ------------- | ------------------------------------------- |
| Antron McCray                      | bass-baritone | Derrell Acon                                |
| Yusef Salaam                       | bass-baritone | Cedric Berry                                |
| Kevin Richardson                   | nam cao       | Bernard Holcomb                             |
| Korey Wise                         | nam cao       | Nathan Granner                              |
| Raymond Santana                    | nam cao       | Orson Van Gay                               |
| Donald Trump                       |               | Thomas Segen                                |
| District Attorney                  |               | Jessica Mamey                               |
| The Masque                         |               | Zeffin Quinn Hollis                         |
| Raymond's Father and Matias Reyes  | bass-baritone | Babatunde Akinboboye                        |
| Antron's Father                    | nam cao       | Ashley Faatoalia                            |
| Antron's Mother and Kevin's mother | soprano       | Joelle Lamarre                              |
| Yusef's Mother                     | mezzo-soprano | Lindsay Patterson                           |

## Phản ứng
Mark Swed của Los Angeles Times cho biết đây là sản phẩm mang đến "sự xuất sắc về âm nhạc, với dàn diễn viên hùng hậu, một dàn nhạc có thể nấu ăn và về mặt cảm quan, [nó là] một tuyệt phẩm từ Leslie Dunner". Ông cũng nói thêm rằng diễn xuất mang đến "những khoảnh khắc kịch tính mãnh liệt" và điểm số "siêu tăng áp" đã tạo ra "căng thẳng, khủng bố, mất tinh thần và trong những khoảnh khắc lộ liễu, dịu dàng và hy vọng nhất".
Gordon Williams, viết cho Opera Wire, gọi đó là "một bài thuyết trình cực kỳ hiệu quả" về "một tác phẩm mạnh mẽ tỏa sáng dựa theo một sự kiện quan trọng", mô tả nó là một bản hòa tấu với một lời nhạc cực kỳ mạnh mẽ và dàn diễn viên hùng hậu.

## Giải thưởng
Ủy ban Giải thưởng Pulitzer đã trích dẫn tác phẩm này là "một tác phẩm nhạc kịch can đảm, được đánh dấu bằng giọng hát mạnh mẽ cùng sự phối nhạc đầy tinh tế, đã khéo léo biến một ví dụ khét tiếng về sự bất công đương thời thành một điều gì đó đồng cảm và hy vọng".
Nhà soạn nhạc Davis nhận xét: "Tôi rất phấn khích, vui mừng và vinh dự vì tác phẩm này đã được công nhận theo cách ấy". Ông cũng nói thêm: "thật thú vị đối với tôi rằng bạn có thể tạo ra tác phẩm chính trị có tác động và nói lên các vấn đề trong xã hội của chúng ta. Tôi chỉ đơn giản là tạo ra một công trình mang tính chính trị và tôi chưa bao giờ nghĩ rằng mình sẽ có được giải thưởng Pulitzer".